# Moniteur du Sénégal et dépendances
Le Moniteur du Sénégal et dépendances (1856-1887) – sous-titré Journal officiel paraissant le mardi de chaque semaine – est un périodique hebdomadaire français fondé à Saint-Louis (Sénégal) en 1856 par Faidherbe, nommé gouverneur de la colonie en décembre 1854. C'est le premier journal imprimé au Sénégal.

## Histoire
Le premier numéro est daté du 16 mars 1856. Publié par l'Imprimerie du Gouvernement, également créée par Faidherbe, ce véritable magazine contenait une grande variété d'informations concernant la colonie du Sénégal – administratives, commerciales, statistiques, militaires, scientifiques et mondaines –, ainsi que des nouvelles de la métropole susceptible de l'intéresser ou de l'impressionner.
Faidherbe, qui en était l'un des principaux rédacteurs, y attachait une grande importance.
Saint-Louis, alors la capitale de la colonie, en était le sujet central.
La 32e année, le dernier numéro (no 1671) paraît le 29 décembre 1887.
Début 1888, le Moniteur est remplacé par le Journal officiel du Sénégal et dépendances, qui deviendra à l'indépendance le Journal officiel de la République du Sénégal.